# Walter de Gloucester
Walter de Gloucester también Walter FitzRoger y  Gautier de Pitres (c. 1065-1129) fue un noble caballero anglonormando, sheriff de Gloucester en 1097 y en 1105-1106, cargo que heredó de su padre Roger de Pitres. Condestable de la casa real bajo el reinado de Enrique I de Inglaterra. El Libro Domesday refleja su control sobre la mayor parte de las propiedades en 1095 que anteriormente pertenecían a Roger, su padre, y a Durand de Gloucester, su tío. Además, Walter adquirió otras propiedades mediante concesiones reales. Estas propiedades se encontraban principalmente en cuatro condados: Gloucestershire, Hampshire, Hertfordshire y Wiltshire.
En 1112 construyó el castillo de Gloucester y fue castellano del mismo, cargo que se mantuvo hereditario hasta 1155. Walter también erigió o participó en la construcción del castillo de Rochester y Bristol, así como la Torre de Londres.
Como era habitual entre nobles normandos, pasó sus últimos años como monje de la abadía del Priorato de Llanthony en Gales y donó a los canónigos tierras de su señorío de Beryntone. A su muerte fue enterrado en la sala capitular,alrededor de 1129.

## Herencia
Se casó con una dama llamada Bertha, y fruto de esa relación nacieron varios hijos:
- Miles de Gloucester, primer conde de Hereford;
- Maud [Matilda] Fitz Walter (c. 1085-1141), esposa de Richard Fitz Pons.